# Xaintray
 Xaintray  es una población y comuna francesa, en la región de Poitou-Charentes, departamento de Deux-Sèvres, en el distrito de Niort y cantón de Champdeniers-Saint-Denis.

## Demografía
| 296 | 273 | 211 | 186 | 200 | 198 |
| Para los censos de 1962 a 1999 la población legal corresponde a la población sin duplicidades (Fuente: INSEE [Consultar]) |     |     |     |     |     |